# Burgstallwald
Der Burgstallwald ist ein zusammenhängendes Waldgebiet im Stadtgebiet von Gunzenhausen im mittelfränkischen Landkreis Weißenburg-Gunzenhausen.

## Geographie

### Lage
Das Gebiet befindet sich inmitten des Naturparks Altmühltal in einem FFH-Gebiet. Das Waldgebiet befindet sich östlich des Gunzenhäuser Stadtkerns, begrenzt von Frickenfelden im Osten und der Stadt Gunzenhausen im Norden und Westen. Südlich des Waldes liegen die Orte Reutberg, Weinberg, Oberasbach und Obenbrunn. Am Westrand des Waldes lag Leonhardsruh. Innerhalb des Waldgebiets liegt der Lindenhof. Am Südrand des Waldes liegen der Flugplatz Gunzenhausen-Reutberg und das Krankenhaus Gunzenhausen. Höchster Punkt des Waldes ist der Schloßbuck.

### Naturräumliche Zuordnung
Der Burgstallwald gehört in der naturräumlichen Haupteinheitengruppe Fränkisches Keuper-Lias-Land (Nr. 11), in der Haupteinheit Mittelfränkisches Becken (113) und in der Untereinheit Südliche Mittelfränkische Platten (113.3) zum Naturraum des südlichen Vorlandes des Spalter Hügellandes (mit Brombachgrund) (113.33).

## Bauwerke
Durch das Waldgebiet verlief der Obergermanisch-Raetische Limes. Einige Wachposten des Limes sowie das Kleinkastell am Hinteren Schloßbuck sind als Bodendenkmal ausgewiesen. Im Wald befindet sich das Gunzenhäuser Bismarckdenkmal.